# Ternstroemia laevigata
Ternstroemia laevigata är en tvåhjärtbladig växtart som beskrevs av Heinrich Wawra. Ternstroemia laevigata ingår i släktet Ternstroemia och familjen Pentaphylacaceae. Inga underarter finns listade i Catalogue of Life.